# Amigas (curta-metragem)
Amigas é um curta-metragem brasileiro de 2008, dirigido por Márcio de Lemos e protagonizado por Estela Nunes, Siomara Schroder, Zuzu Abu e Rafinha Bastos.

## Sinopse
Sônia (Estela Nunes) é uma pessoa fechada e obcecada, que vive trancada em seu apartamento esperando o seu amado voltar. Vendo que ele nunca mais irá aparecer, Sônia decide se matar, porém antes busca consolação nas canções românticas de seu cantor favorito e de sua melhor amiga, Maria Eunice (Siomara Schroder). 

## Elenco
- Estela Nunes: Sônia
- Siomara Schroder: Maria Eunice
- Zuzu Abu: Arlete
- Rafinha Bastos: Odair
- Camila Clemente: Manicure
- Márcio de Lemos: Jonas
- Alfredo Tambeiro: Telemarketing